# 김정환 (1904년)
김정환(1904년 9월 24일~1989년 10월 27일)은 대한민국의 정치인이다. 제4대 국회의원을 지냈다.

## 역대 선거 결과
|  | 23.10% |

|  | 36.47% |